# غرقد

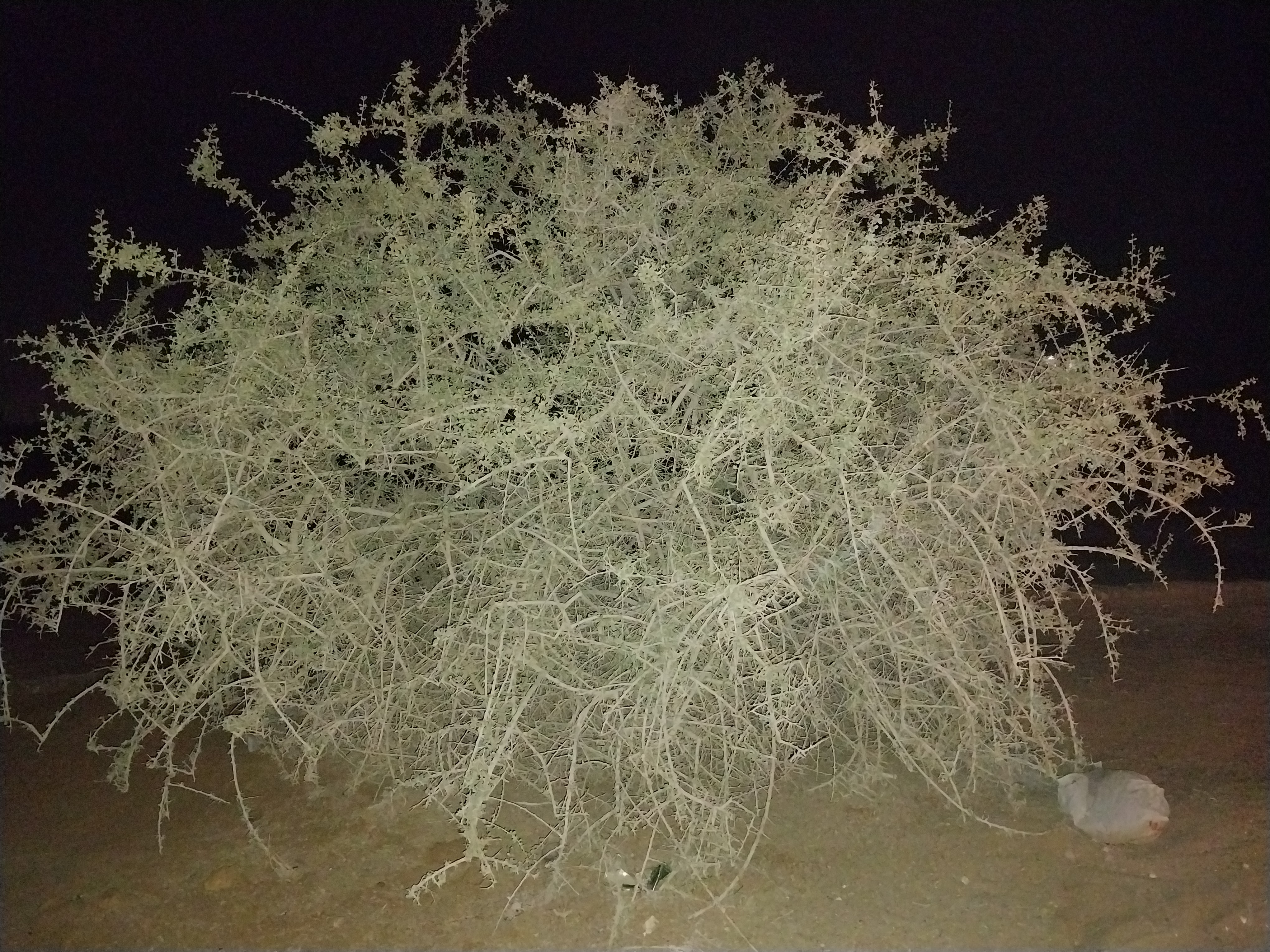
صورة حقيقة لشجرة الغرقد من منطقة عيون موسى - جنوب سيناء - مصر

الغرقد أو الغردق (باللاتينية: Nitraria)  جنس من النباتات ينمو في المناطق الجافة في مناطق مختلفة من العالم، وتتميز بقدرتها على تحمل نقص المياه وملوحتها.

## أنواعه في الوطن العربي
- غرقد شوبير (باللاتينية: Nitraria schoberi) في بلاد الشام والمغرب العربي وتركيا والقوقاز.
- الغرقد الكليل (باللاتينية: Nitraria retusa)، في كل أنحاء الوطن العربي من الجزيرة العربية وبلاد الشام إلى مصر والمغرب العربي، وهو ما يعرف بشجرة اليهود.

## الغرقد في الإسلام
ذُكِر الغرقد في السنة النبوية الشريفة على أنه شجر يهودي، سمي كذلك لأنه وكما جاء في الحديث الشريف عن أبو هريرة أن رسول الله صلى الله عليه وسلم قال:  قال: 
| غرقد | لا تقوم الساعة حتى يقاتل المسلمون اليهود فيقتلهم المسلمون حتى يختبئ اليهودي من وراء الحجر والشجر فيقول الحجر و الشجر يا مسلم يا عبد الله هذا يهودي خلفي فتعال فاقتله إلا الغرقد فإنه من شجر اليهود | غرقد |

## الصفات
شجرة الغرقد أو شجرة اليهود لا ساق لها كباقي الأشجار وإنما شجيرة جاثية شوكية على الأرض متشابكة العروق والأطراف بها شوك صلبة ذات تأثير سام ولها رائحة نتنة بعض الشيء ثمارها لا تؤكل، ويصل ارتفاعه في الغالب من 1 إلى 2 متر وبعضها في سيناء يصل طوله إلى 5 أمتار، أوراقه ملعقية ضيقة كاملة خضراء تميل إلى الأصفر الفاتح تخرج في 3 وريقات مسلحة بأشواك جانبية، الأزهار قمعية بيضاء مزرقة، الثمار لحمية حمراء في حجم حبة الحمص تقريبا أو أقل .

## الفوائد
يزهر الغرقد في فصلي الربيع و الصيف ويحتوي على مواد كثيرة فعالة منها ( قلويدات الكولين – التروبين – مواد تانينية – سترويلات وغيرها من المواد ) ، لها منافع طبية مثل علاج الإمساك ودر البول وثمار ذات مفعول جيد لعلاج القولون وعلاج الصفراء.